# Išikari (město)
Išikari (japonsky 石狩市) je město v podprefektuře Išikari na ostrově Hokkaidó v Japonsku. K roku 2019 v něm žilo přes 58 tisíc obyvatel.

## Poloha a doprava
Išikari leží severně od Sappora na západním pobřeží ostrova Hokkaidó (a tedy na břehu Japonského moře) u ústí řeky Išikari. Do města vedou silnice 231,337,451.

## Dějiny
Současný status města má Išikari od roku 1996.

### Rodáci
- Kazuhiro Kokubo (* 1988), snowboardista
- Jukija Sató (* 1995), skokan na lyžích